# آرامگاه امامزاده سویز
آرامگاه امامزاده سویز مربوط به دوره صفوی - دوره معاصر است و در شهرستان داورزن، بخش مرکزی، دهستان مزینان، روستای سویز واقع شده و این اثر در تاریخ ۲۷ اسفند ۱۳۸۶ با شمارهٔ ثبت ۲۲۳۰۲ به‌عنوان یکی از آثار ملی ایران به ثبت رسیده است.